# Pincullo
Il pincullo è un flauto andino, strumento a fiato costruito con una canna. È anche conosciuto come caracol, pinkullo o pinkuyo.
Misura da 30 a 40 cm di lunghezza. Ha sei fori davanti e uno dietro (per posizionare il pollice).
È usato nella regione di Puna (Perù, Ecuador, Bolivia, Argentina e Cile).
Il pincullo veniva usato soprattutto nel carnevale e per suonare canti di Natale o durante le adorazioni dei santi cattolici. In passato veniva usato nei combattimenti per produrre un rumore infernale e spaventare il nemico.
Gli indigeni lo consideravano uno strumento estivo.
A volte è accompagnato da una caja peruviana.